# Inge
Inge ist ein weiblicher Vorname; männliche Form: Ingo. In skandinavischen Ländern wird der Name auch für Männer verwendet.

## Herkunft und Bedeutung
Der Name Inge kommt aus dem Althochdeutschen. Das Namenselement Ingo geht zurück auf Ing/Ingwio, den Namen der germanischen Gottheit Yngvi.

## Verbreitung
Der Name Inge gewann in den 1910er Jahren schnell an Beliebtheit in Deutschland. Während der Dreißiger gehörte er zu den zehn populärsten Mädchennamen. Dann sank seine Verbreitung, seit Ende der Sechziger werden kaum noch Mädchen Inge genannt.

## Namenstag
Der Namenstag ist am 30. Juli.

## Namensträger

### Vorname, weiblich

#### A–H
- Inge Aicher-Scholl (1917–1998), deutsche Kulturschaffende und Schriftstellerin
- Inge Auerbacher (* 1934), US-amerikanische Chemikerin deutscher Herkunft
- Inge Aures (* 1956), deutsche Kommunal- und Landespolitikerin
- Inge Bell (* 1967), deutsche Unternehmerin, Beraterin und Menschenrechtsaktivistin
- Inge Birkmann (1915–2004), deutsche Fernseh- und Theaterschauspielerin
- Inge Bödding (* 1947), deutsche Leichtathletin
- Inge Borde-Klein (1917–2006), deutsche Puppenspielerin und Autorin
- Inge Borkh (1921–2018), deutsche Sopranistin
- Inge Brandenburg (1929–1999), deutsche Jazzsängerin und Theater-Schauspielerin
- Inge Brück (* 1936), deutsche Sängerin und Schauspielerin
- Inge de Bruijn (* 1973), niederländische Schwimmerin
- Inge Conradi (1907–1990), deutsche Schauspielerin
- Inge Degenhardt (* 1935), deutsche Germanistin und Filmwissenschaftlerin
- Inge Dekker (* 1985), niederländische Schwimmerin
- Inge Deutschkron (1922–2022), deutsch-israelische Journalistin und Autorin
- Inge Donnepp (1918–2002), deutsche Politikerin
- Inge Eckel (1932–2003), deutsche Leichtathletin
- Inge Egger (1923–1976), österreichische Filmschauspielerin
- Inge Ehlers (* 1945), deutsche Lehrerin
- Inge Ehlers (* 1951), deutsche Politikerin (CDU)
- Inge Exner (* 1940), deutsche Leichtathletin und Olympiateilnehmerin
- Inge Feltrinelli (1930–2018), deutsch-italienische Fotografin und Verlegerin
- Inge Gampl (1929–2018), österreichische Juristin und Autorin
- Inge Harst (* 1940), deutsche Tischtennisspielerin
- Inge Helten (* 1950), deutsche Leichtathletin
- Inge Heym (* 1933), deutsche Szenaristin und Drehbuchautorin
- Inge Höger (* 1950), deutsche Politikerin
- Inge Hornstra (* 1974), Schauspielerin
- Inge Howe (* 1952), deutsche Politikerin

#### I–M
- Inge Jäger (* 1949), österreichische Erwachsenenbildnerin und Politikerin
- Inge Jastram (* 1934), deutsche Grafikerin
- Inge Jens (1927–2021), deutsche Literaturwissenschaftlerin und Publizistin
- Inge Kauerauf (* 1939), deutsche Politikerin
- Inge Kazamel (1928–2016), deutsche Politikerin
- Inge Keller (1923–2017), deutsche Schauspielerin
- Inge Kilian (* 1935), deutsche Leichtathletin
- Inge King (1915–2016), australische Bildhauerin deutscher Herkunft
- Inge Kloepfer (* 1964), deutsche Journalistin und Autorin
- Inge Konradi (1924–2002), österreichische Filmschauspielerin, Kammer- und Theaterschauspielerin
- Inge (Königin der Reeperbahn) (1970–2025), deutsche Obdachlose
- Inge Kroppenberg (* 1968), deutsche Rechtswissenschaftlerin
- Inge Lagemann (1944–2014), deutsche Politikerin
- Inge Landgut (1922–1986), deutsche Schauspielerin und Synchronsprecherin
- Inge Langen (1924–2007), deutsche Schauspielerin
- Inge Lehmann (1888–1993), dänische Seismologin
- Inge Lemmermann (* 1938), deutsche Politikerin
- Inge List (1916–2003), österreichische Schauspielerin
- Inge Löwenstein (* 1923), deutsche Schönheitskönigin
- Inge Mahn (1943–2023), deutsche Bildhauerin
- Inge Marßolek (1947–2016), deutsche Zeit- und Kulturhistorikerin
- Inge Meidinger-Geise (1923–2007), deutsche Schriftstellerin
- Inge Merkel (1922–2006), österreichische Schriftstellerin
- Inge Meyer-Dietrich (* 1944), deutsche Kinder- und Jugendbuchautorin
- Inge Meysel (1910–2004), deutsche Schauspielerin
- Inge Minor (* 1929), deutsche Eiskunstläuferin
- Inge Morath (1923–2002), österreichische Fotografin
- Inge Müller (1925–1966), deutsche Schriftstellerin

#### N–Z
- Inge Niedek (* 1955), deutsche Meteorologin
- Inge Nielsen (* 1950), dänische Archäologin
- Inge Paul (* 1946), deutsche Eiskunstläuferin
- Inge Pohmann († 2005), deutsche Tennisspielerin
- Inge Posch (* 1962), österreichische Politikerin
- Inge Posmyk (* 1970), deutsche Nachrichtensprecherin
- Inge Ristock (1934–2005), deutsche Tischtennisspielerin, Kabarettistin und Fernsehautorin
- Inge Schell (* 1939), deutsche Leichtathletin
- Inge Schmitz-Feuerhake (* 1935), deutsche Physikerin und Mathematikerin
- Inge Schneider, (1947–2021) deutsche Filmeditorin
- Inge Scholz-Strasser (* 1952), österreichische Kulturmanagerin
- Inge Schulz (1923–2014), deutsche Schauspielerin und Synchronsprecherin
- Inge Schwank (* 1959), deutsche Professorin für Mathematikdidaktik
- Inge Sielmann (1930–2019), deutsche Naturschützerin und Stifterin
- Inge Solbrig (* 1944), deutsche Schauspielerin, Synchronsprecherin und Dialogbuchautorin
- Inge Sørensen (1924–2011), dänische Schwimmerin
- Inge Stetter (* 1941), deutsche Politikerin
- Inge Stoll (1930–1958), deutsche Motorradrennfahrerin
- Inge van der Straaten (1897–1950), deutsche Schauspielerin
- Inge Thiess-Böttner (1924–2001), deutsche Malerin und Grafikerin
- Inge Utzt (* 1944), deutsche Politikerin
- Inge Velte (1936–2021), deutsche Politikerin
- Inge Vermeulen (1985–2015), niederländische Hockeyspielerin
- Inge Viett (1944–2022), deutsche Terroristin der RAF
- Inge von Wangenheim (1912–1993), deutsche Schauspielerin und Schriftstellerin
- Inge Wersin-Lantschner (1905–1997), österreichische Skirennläuferin
- Inge Wettig-Danielmeier (* 1936), deutsche Politikerin
- Inge Wischnewski (1930–2010), deutsche Eiskunstläuferin und Eiskunstlauftrainerin
- Inge Wolffberg (1924–2010), deutsche Schauspielerin und Kabarettistin
- Inge Wucyna (* 1933), deutsche Spionin
- Inge Zankl (* 1947), österreichische Politikerin

### Einzel- und Vorname, männlich
- Inge I. (Inge Stenkilsson, Inge der Ältere; † nach 1101), König von Schweden
- Inge II. (Inge Halstenson, Inge der Jüngere; † nach 1125), König von Schweden
- Inge Krogrygg (Inge Haraldson; 1135–1161), König von Norwegen
- Inge II. (Inge Bårdsson; 1185–1217), König von Norwegen
- Inge (Königin der Reeperbahn) (1970–2025), deutsche Obdachlose
- Inge Bengtsson (1934–2005), schwedischer Fußballspieler
- Inge Danielsson (1941–2021), schwedischer Fußballspieler
- Inge Ejderstedt (* 1946), schwedischer Fußballspieler
- Inge Jonsson (1928–2020), schwedischer Autor und Literaturkritiker
- Inge Limberg (1922–1989), schwedischer Skilangläufer, Olympiateilnehmer
- Inge Lønning (1938–2013), norwegischer evangelisch-lutherischer Theologe und konservativer Politiker
- Inge Simonsen (* 1953), norwegischer Langstreckenläufer
- Inge Thulin (* 1953), schwedisch-US-amerikanischer Geschäftsmann